# Basquetebol nos Jogos da Lusofonia de 2014
O basquetebol nos Jogos da Lusofonia de 2014 foi disputado no Complexo da Universidade de Goa, em Taleigão, entre 23 e 27 de janeiro. Seis equipes integraram o torneio masculino e quatro disputaram as medalhas no torneio feminino.

## Calendário
| Basquetebol | Janeiro | Janeiro | Janeiro | Janeiro | Janeiro | Janeiro | Janeiro | Janeiro | Janeiro | Janeiro | Janeiro | Janeiro |
| Basquetebol | 18      | 19      | 20      | 21      | 22      | 23      | 24      | 25      | 26      | 27      | 28      | 29      |
| ----------- | ------- | ------- | ------- | ------- | ------- | ------- | ------- | ------- | ------- | ------- | ------- | ------- |
| Masculino   |         |         |         |         |         |         |         |         |         | 1       |         |         |
| Feminino    |         |         |         |         |         |         |         |         |         | 1       |         |         |

|  | Dia de competição |  | Dia de final |

## Participantes
| Delegação        | F  | M |
| ---------------- | -- | - |
| ANG Angola       | P  | P |
| CPV Cabo Verde   | NP | P |
| GBS Guiné-Bissau | NP | P |
| IND Índia        | P  | P |
| MAC Macau        | P  | P |
| MOZ Moçambique   | P  | P |

 Brasil,  Portugal,  São Tomé e Príncipe,  Sri Lanka e  Timor-Leste não enviaram atletas para este esporte, tanto o evento masculino quanto o evento feminino.

## Medalhistas
| Evento    | Ouro           | Prata      | Bronze         |
| --------- | -------------- | ---------- | -------------- |
| Masculino | IND Índia      | ANG Angola | MOZ Moçambique |
| Feminino  | MOZ Moçambique | ANG Angola | IND Índia      |